# BMW R 45
BMW R 45 – średniej wielkości motocykl BMW z dwucylindrowym silnikiem typu bokser, który był produkowany w latach 1978-1985

## Historia
W połowie lat 70. BMW zaczęło opracowywać nowe motocykle klasy średniej. Wyglądający jak mniejsza wersja większych modeli BMW, R 45 odznaczał się ostrzejszą i nowocześniejszą stylizacją, przy jednoczesnym zmniejszeniu wagi i wymiarów gabarytowych. Jednostki pomocnicze i przekładnie pochodzą z większych modeli. Model R45 był skierowany przede wszystkim do kierowców uczących się i zaczynających przygodę z motocyklami.
Za projekt odpowiedzialny był Hans A. Muth. Nadał maszynom wygląd bez ozdób i modnych sztuczek. Pojazd był doskonale wyposażony. Jakość narzędzi na pokładzie i zestawu pierwszej pomocy pod siedzeniem, który był już wtedy dołączony do zestawu, była niezwykła. Cena R 45 była tylko nieznacznie niższa niż cena większych modeli. BMW obliczyło cenę R 65 na 7290 DM i dotowało R 45, która była oferowana za 5880 DM. 

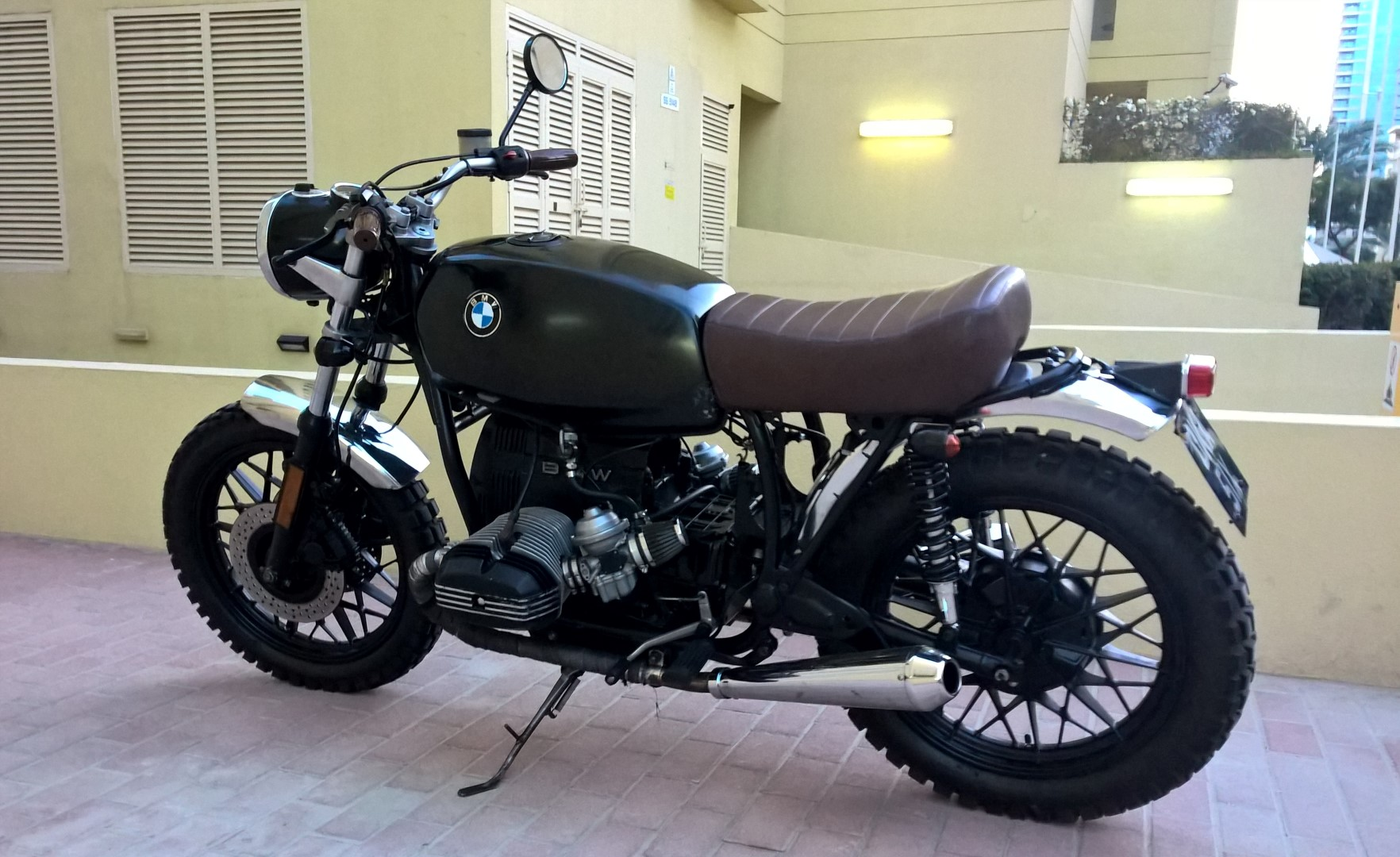
BMW R 45 przerobiona na wersję Street Scrambler

W 1981 r. dokonano przeglądu modeli R 45 i R 65: Cylindry otrzymały powłokę Nikasil zamiast szarego żeliwa, dzięki czemu stały się trwalsze i lżejsze, zapłon został zmieniony z mechanicznego na zapłon tranzystorowy, powiększono miskę olejową oraz zoptymalizowano smarowanie wału korbowego. Dźwignia ssania została przeniesiona z lewej strony bloku silnika na górze lewego przełącznika na kierownicy, a filtr powietrza został przeprojektowany jako filtr z czarnej płytce obudowy.
Dzisiaj model R 45 jest popularny wśród niestandardowych konstruktorów którzy przekształcają je w Café racer lub Street Scrambler.

## Silnik
Na rynku niemieckim silnik BMW R 45 miał obniżoną moc do 26 KM (aby kwalifikować się do korzystnego ubezpieczenia), podczas gdy wersje sprzedawane w innych krajach miały 35 KM.
|                         | R 45/N                           | R 45                             |
| ----------------------- | -------------------------------- | -------------------------------- |
| Pojemność               | 473,4 ccm                        | 473,4 ccm                        |
| Średnica × skok tłoka   | 70 mm x 61,5 mm                  | 70 mm x 61,5 mm                  |
| Stopień sprężania       | 8,2 : 1                          | 9,2 : 1                          |
| Moc maksymalna          | 20 kW (26 KM) przy 6500 obr./min | 26 kW (35 KM) przy 7250 obr./min |
| Maks. moment obrotowy   | 31,3 Nm przy 5000 obr./min       | 37,5 Nm przy 5000 obr./min       |
| Gaźnik                  | Bing V65/II                      | Bing V65/II                      |
| Średnica wylotu gaźnika | ⌀ 26 mm                          | ⌀ 28 mm                          |